# Panisagar
Panisagar es una ciudad censal situada en el distrito de Tripura septentrional en el estado de Tripura (India). Su población es de 14758 habitantes (2011). Se encuentra a 120 km de Agartala, la capital del estado.

## Demografía
Según el censo de 2011 la población de Panisagar era de 14758 habitantes, de los cuales 7748 eran hombres y 7010 eran mujeres. Panisagar tiene una tasa media de alfabetización del 96,11%, superior a la media estatal del 87,22%: la alfabetización masculina es del 97,54%, y la alfabetización femenina del 94,50%.